# Israel Guri
Israel Guri (în idiș ‏ישראל גורי‏‎, în rusă Исраэль Гури; n. 15 octombrie 1893, Hirișeni, raionul Telenești, gubernia Basarabia, Imperiul Rus – d. 17 septembrie 1965, Israel) a fost  om politic israelian, la origine evreu din Basarabia. El a fost unul din fondatorii partidului Mapai, în care era considerat o autoritate morală, și deputat în Knesset (1949-1965). El a fost președintele Comisiei de finanțe a Knessetului din a doua până la a cincea legislatură (1951-1965). 

## Biografie
S-a născut în satul Hirișeni (acum în raionul Telenești, Republica Moldova) din ținutul Orhei, gubernia Basarabia (Imperiul Rus), în familia muncitorului agricol Dov-Ber Gurfinkel și a soției sale Liba Berger. A studiat la heder și la un gimnaziu privat din Chișinău, apoi la Universitatea din Odesa. În 1919 a emigrat în Palestina mandatară. În anii 1922-1931 a fost membru al consiliului muncitoresc din Tel Aviv, apoi secretar al Comitetului executiv central al sindicatului Histadrut și al Adunării Reprezentanților Palestinei mandatare.
A fost ales ca membru a primei legislaturi a Knesset-ului în 1949, reales de patru ori (1951, 1955, 1959, 1961). În anii 1951-1965 a fost președinte al Comisiei de finanțe a Knessetului.
Fiul lui Israel Guri a fost celebrul poet și jurnalist israelian Haim Guri (1923-2018). O stradă din Tel Aviv poartă numele lui Guri.